# NGC 7041
NGC 7041 este o galaxie situată în constelația Indianul. A fost descoperită în 7 iulie 1834 de către John Herschel. Se află la o distanță de 26,06 de megaparseci de Pământ.